# Bruno Martinato
Bruno Martinato (né le 8 mai 1935 à Esch-sur-Alzette, au Luxembourg) est un coureur cycliste, professionnel de 1960 à 1963. Il court en 1960 et 1961 avec la nationalité italienne, et au cours de l'année 1962, il devient luxembourgeois.

## Palmarès
- 1957
  - 2e du Grand Prix Général Patton
- 1959
  - Flèche du Sud
- 1960
  - 2e de la Flèche du Sud
- 1960
  - Tour des deux Luxembourg
- 1962
  - 3e du championnat du Luxembourg sur route

## Résultat sur les grands Tours

### Tour de France
1 participation
- 1962 : 53e

### Tour d'Italie
2 participations
- 1962 : 19e
- 1963 : 31e

### Tour d'Espagne
1 participation
- 1963 : 64e